# Karl Knies
Karl Gustav Adolf Knies, född 29 mars 1821 i Marburg, död 3 augusti 1898 i Heidelberg, var en tysk nationalekonom.
Knies blev 1855 professor i statsvetenskap i Freiburg im Breisgau och var 1865-96 professor i detta ämne i Heidelberg. Inom statsvetenskapen var han en av de främsta representanterna för den historiska riktningen och utövade ett stort inflytande på statistikens utveckling.
Knies invaldes 1861 i Badens andra kammare och utnämndes 1862 till direktor för den badensiska skolöverstyrelsen (Oberschulrath). I det badensiska skolväsendet genomdrev han mot det katolska prästerskapet en viktig reform, betecknad genom lagen av 29 juli 1864, vilken berövade prästerna deras ställning i skolråden och som skolinspektörer samt ersatte dem med lekmän.